# Жах у Ред-Гуку
«Жах у Ред-Гуку» — оповідання американського письменника Говарда Філіпса Лавкрафта, написане 1–2 серпня 1925 року. «Ред-Гук» — це перехідна історія, розташована між ранніми роботами автора та пізнішими «Міфами Ктулху». Хоча в історії описаний зловісний культ, що є типовим мотивом у творчості Лавкрафта, однак цей культ бере своє окультне коріння з дияволопоклонницьких традицій та не несе космічну загрозу, зображену в його пізніших роботах. Живучи на момент написання твору в злиднях в одному з районів Брукліна під назвою Ред-Гук, Лавкрафт намагався розширити свої ринки збуту серед pulp-журналів.
Лавкрафт, сподіваючись швидко продати оповідання дешевим детективним журналам та вийти за межі звичного йому журналу Weird Tales, вводить головним героєм ініціативного поліцейського детектива ірландського походження, що працює в Нью-Йорку. Він не отримав бажаного результату у продажах, а тому йому довелося повернутися до друку у Weird Tales. Таким чином, «Жах у Ред-Гуку» був вперше опублікований у січневому випуску Weird Tales за 1927 рік.

## Cюжет

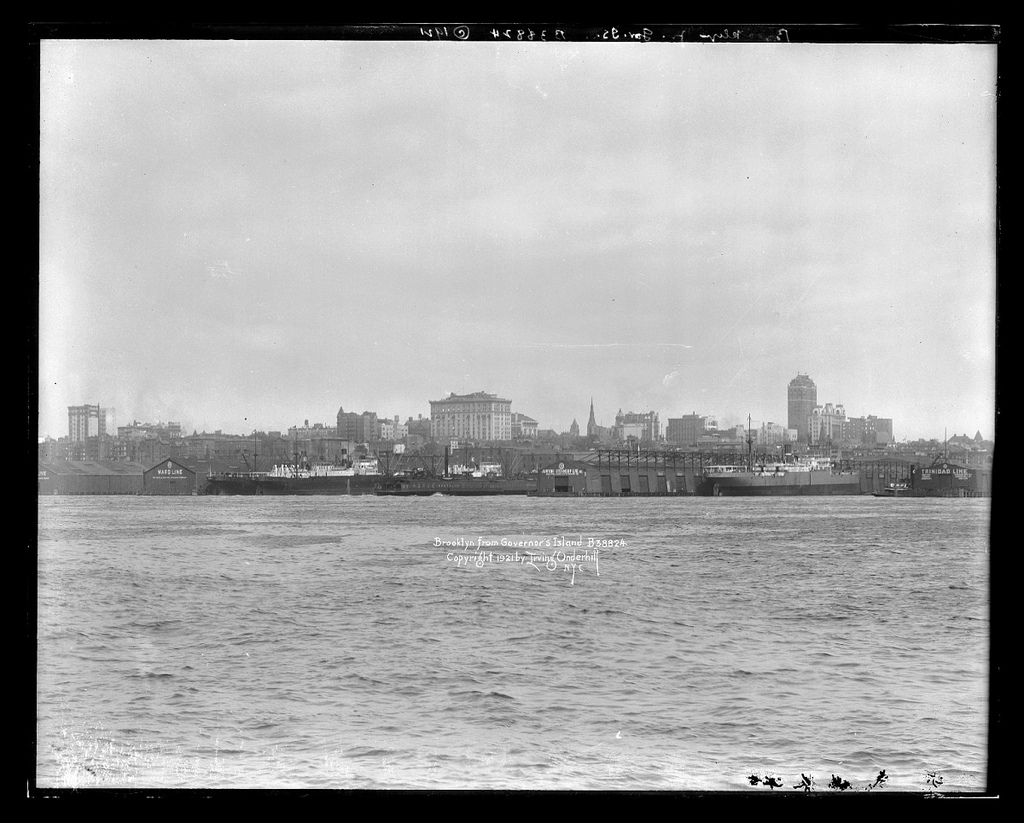
Вид на Ред-Гук, 1921 рік.

Історія починається з того, що детектив Мелоун описує інцидент, що стався під час його служби в районі Ред-Гук, Бруклін, який викликав у нього фобію перед великими будівлями. Повертаючись до того місця, де все почалося, Мелоун докладно описує нетрі Брукліна на набережній Ред-Гук із його бандами та злочинністю, натякаючи на окультний підтекст.
Причиною появи Мелоуна в Ред-Гуку стає «справа Роберта Суйдама», яку йому доручено розслідувати на федеральному рівні. Суйдам, якого знають як недбалого відлюдника, бачили в місті молодшим і в припіднятому настрої. Приходять новини про його заручини із забезпеченою жінкою, водночас почастішали місцеві викрадення. Поліцейський рейд за участю Мелоуна не виявив нічого корисного в квартирі Суйдама в Ред-Гуку, крім кількох дивних написів.
Після весілля Суйдам разом з нареченою відчалає на кораблі. На борту лунає крик, і коли екіпаж заходить у каюту Суйдама, вони знаходять молодят мертвими зі слідами кігтів на тілі дружини. Пізніше кілька дивних людей з іншого корабля ступають на борт і висловлюють свої претензії на тіло Суйдама.
Мелоун заходить у квартиру Суйдама, щоб побачити, що він може знайти. У підвалі він натрапляє на двері, які відкриваються настіж і засмоктують його всередину, викриваючи пекельний пейзаж. Він стає свідком людських жертвоприношень і ритуалу, який реанімує труп Суйдама. Мелоуна знаходять у підвалі квартири Суйдама, яка незрозумілим чином провалилася під землю, убивши всіх інших, хто знаходився всередині. Тунелі та камери, виявлені під час поліцейського рейду, були залиті цементом, хоча, як розповідає Мелоун, загроза в Ред-Гуку непомітно з’являється знову.

## Персонажі
- Томас Мелоун

Детектив поліції Нью-Йорка, народжений в Ірландії, якому було «наказано прибути на станцію Батлер-стріт у Брукліні», після чого він пішов у відпустку за станом здоров'я на невизначений термін. «Випускник Дублінського університету», який народився в георгіанської віллі поблизу Фенікс-парку», він, як кажуть, «бачив дивну приховану суть речей як всі кельти, але при цьому він моментально помічав подібно логіку все те непереконливе, що лежало на поверхні... У юності він відчував приховану красу й втіху від речей і був поетом; але бідність, смуток і вигнання звернули його погляд у темніші сторони, і він був у захваті від проявів зла в навколишньому світі». Ця хвороблива смуга компенсується «гострою логікою та прекрасним почуттям гумору». На момент подій в оповідання «Жах у Ред-Гуку» йому 42 роки.
- Роберт Суйдам

«Освідчений відлюдник із давньої голландської сім'ї, який спочатку ледь міг самостійно покривати свої витрати та мешкав у просторому, але погано збереженому особняку, який його дід побудував у Флетбуші». Більшість сприймала його як «чудернацького, повного старого, чиє неохайне сиве волосся, кудлата борода, блискучий чорний одяг і тростина з золотим наконечником викликали веселі погляди», Мелоуну було відомо про нього як про «справді великого авторитета в середньовічних забобонах». Через «певні дивні зміни в його мові та звичках, абсурдні згадки про майбутні чудеса та незрозумілі відвідування неблагополучних районів Брукліна» його родичі безуспішно намагалися визнати його божевільним. Йому близько 60 у на момент подій історії.

## Зв’язки з іншими історіями циклу Міфів Ктулху
«Жах у Ред-Гуку» зазвичай не вважається частиною Міфів Ктулху, оскільки йому бракує багатьох елементів, які характеризують його, таких як абсолютно інопланетні культи з космічними призначеннями, заборонені фоліанти, невідомі боги та відчуття справжньої «сторонньості», оскільки культ і окультна магія в історії мають виразне реальне походження та цілі. Однак одним із богів, яким поклонявся культ, є Magna Mater (лат. Велика Матір), якій також поклонявся культ канібалів в Екземському монастирі з оповідання «Щури в стінах» і, як стверджувє дослідник Міфів Ктулху Роберт М. Прайс, вона також представляє божество Лавкрафта Шуб-Ніггурат.
Роберт Суйдам живе в «самотньому будинку в дальному кінці вулиці Мартенс-стріт». У попередній історії Лавкрафта «Прихований жах» сім'я Мартенсів була підземними канібалами, які живуть у місці, звідки річка тече на південь і досягає Ред-Гуку.

## Натхнення
Марк Бегерек стверджує, що сирійська католицька церква Святого Георгія надихнула Лавкрафта на написання «Жаху в Ред-Гуку». Будівлю побудував Райнір Суйдам, людина з ім’ям, дуже схожим на ім’я Роберта Суйдама. Бегерек стверджує, що Лавкрафта надихнуло перетворення цієї будівлі з федералістської багатоквартирної будівлі Суйдама на готичну церкву сектою, яку він (помилково) вважав несторіанською, що відбулося під час перебування письменника в Нью-Йорку. Бегерек стверджує, що демографічні зміни в околицях і фізичні зміни в будівлі відбуваються паралельно з метаморфозами в характері та зовнішності Суйдама, і обидві зміни, у свою чергу, також мають паралелі у творі Едгара Аллана По «Підіння дому Ашерів».

Лавкрафт згадував іммігрантське населення цього району, описуючи Ред-Гук як «лабіринт гібридної убогості». Свою ідею для «Жаху у Ред-Гуку» письменник виклав у листі, написаному колезі-письменнику Кларку Ештону Сміту:
Я скористався ідеєю, яка полягає в тому, що по сей день секретно існує чорна магія і що, стародавні диявольскі обряди досі непомітно існують в мороку, і я маю намір використовувати її ще. Коли ти побачиш мою нову розповідь «Жах у Ред-Гуку», то зрозумієш, як я скористався ідеєю пов'язати банди молодих ледарів і табуни злих на вигляд іноземців, що їх можна побачити повсюду в Нью-Йорку.
Лавкрафт переїхав до Нью-Йорка, щоб одружитися з Сонею Грін роком раніше у 1924 році. Його початкове захоплення Нью-Йорком незабаром зіпсувалося (цей досвід був покладений за основу в його оповіданні «Він») значною мірою через ксенофобські погляди Лавкрафта. «Кожного разу, коли ми опинялися в расово змішаному натовпі, який є характерним для Нью-Йорка, Говард червонів від люті», — писала пізніше Грін. «Здавалося, він майже втрачав розум».
У своєму оповіданні Лавкрафт дуже точно описує демографічний склад Ред-Гука приблизно в 1925 році, але, оскільки його герой є ірландцем, замість тодішнього ірландського населення   Ред-Гука він вказав «іспанців». На той час у Ред-Гуку не було іспанського населення, хоча воно з'явилося пізніше.
Значна частина окультних пісень у цій історії була взята зі статей про «Магію» та «Демонологію» у 9-му виданні Британської енциклопедії, написаних антропологом Едвардом Барнеттом Тайлором.  Деніел Гармс і Джон Вісдом Гонс відзначають, що заклинання, яке Лавкрафт цитує та описує як «викликання демона», насправді було заклинанням, яке нібито використовувалося для пошуку скарбів. 
Твір Едгара Гофмана Прайса «Чужинець з Курдистану», вірогідно, надихнува на використання єзидів в ролі дияволопоклонницького культу, що, як двічі натякнув Лавкрафт, стоїть за подіями історії. У той час Лавкрафт не знав про подібну згадку єзидів в окультному пригодницькому романі 1920 року Роберта Вільяма Чемберса.
Вулиця Мартенс-стріт не є вигаданою місцевістю; вона знаходиться на відстанні в один квартал на північ від Черч-авеню. Голландська реформатська церква Флетбуша, в якій вінчався Суйдам, знаходиться на розі Черч-авеню і Флетбуш-авеню.

## Критика
Сам Лавкрафт, який завжди відгукувався зі скромністю про свої роботи і в той час перебував у досить пригніченому стані, сказав, що оповідання «Жах у Ред-Гуку» «досить довге і безладне, і я не думаю, що воно дуже хороше». Тим не менш, це було одне з небагатьох оповідань, які побачили світ за його життя, обране для серії британських антологій «Не вночі» (англ. Not at Night).
Критики, як правило, негативно відгукувалися про цю історію, головним чином через її відвертий расизм. Лін Картер назвав оповідання «шматком літературної злоби».  Пітер Кеннон зазначив, що «расизм є поганою передумовою для історії жахів». Сунанд Трямбак Джоші в свої книзі «Говард Філіпс Лавкрафт: Життя» назвав цю історію «жахливо поганою» через її расистську мову.

## Вплив
- «Балада про Чорного Тома» — це переказ «Жахів у Ред-Гуку» з точки зору темношкірого чоловіка на службі у Суйдама. Книга Віктора Лаваля намагається перевернути ксенофобські теми «Ред-Гуку».
- «Двір» Алана Мура розгортається в Ред-Гуку в сучасну епоху. Кричущий расизм головного героя імітує расизм, властивий оригінальній розповіді Лавкрафта. Другий випуск коміксу Мура «Провіденс» також заснований на «Жаху в Ред-Гуку».

## Романи
- Роберт Суйдам займає важливе місце у книзі Стівена Філіпа Джонса «Лавкрафтіан: Коло корабелів». Лавкрафтівська серія переосмислює дивовижні історії Лавкрафта в єдиний універсальний сучасний епос.